# Șerban-Dimitrie Sturdza
Șerban Dimitrie Sturdza (n. 30 martie 1967, București, România) este un politician român, ales europarlamentar în 2024 din partea AUR. Este stră-stră-strănepotul lui Mihail Sturdza.

## Tinerețe și educație
Șerban Dimitrie Sturdza s-a născut pe 30 martie 1967 în București, capitala Republicii Socialiste România, fiul lui Ion Mihail Sturdza, și a studiat arta la Liceul Nicolae Tonitza din orașul natal. Din 1987 a trăit în exil în Franța, unde a activat în cercurile de opoziție în exil, inclusiv în organizația Uniunea Mondială a Românilor Liberi a lui Ion Rațiu. În 1992 s-a mutat la Montréal, iar în 1998 s-a întors în România. Sturdza a intentat procese pentru restituirea imobilelor confiscate familiei sale de autoritățile comuniste, și a devenit proprietarul hotelului Chérica din Constanța. La acea vreme, el era Consul onorific al Macedoniei de Nord la Constanța.

## Carieră politică (2024–prezent)
La alegerile pentru Parlamentul European din 2024 din România din 9 iunie 2024, Sturdza a fost ales membru al parlamentului european pentru Alianța pentru Uniunea Românilor. Libertatea l-a numit în mai 2025 printre cei mai mari trei donatori individuali ai partidului AUR. Pe 22 mai, Sturdza a devenit membru fondator al noului partid Acțiunea Conservatoare, condus de Claudiu Târziu.

## Viața personală
Este căsătorit cu Dana Andreea Sturdza și are doi copii.